# Осадова сіль

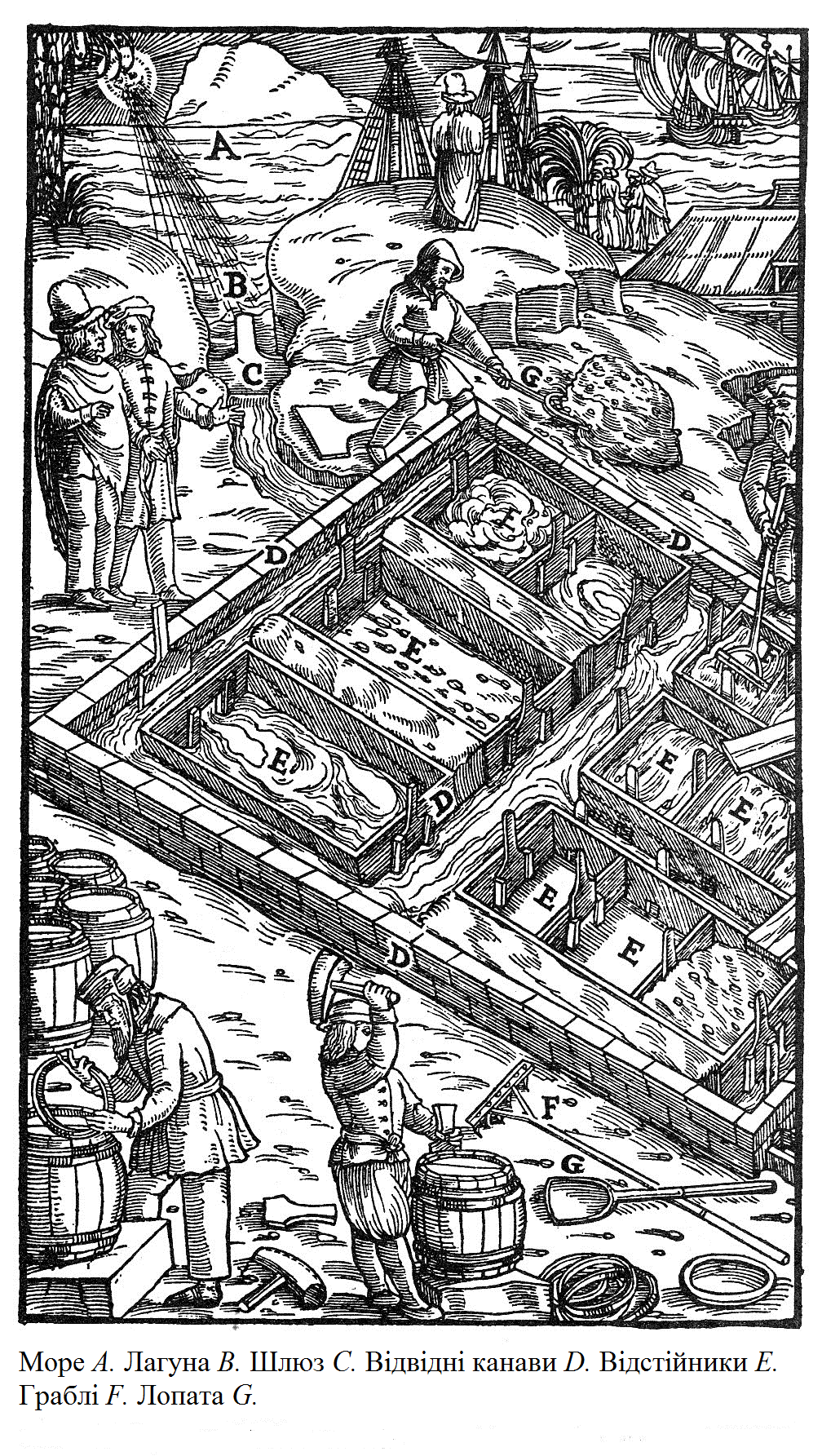
Видобування солі з морської води за Г.Агріколою (1556 рік).

Осадова сіль — сіль, яку видобували з морської води. Історія такого солевидобутку сягає античних часів і описана, зокрема, у Середньовіччі.
Ось як описує видобування солі з морської води Георгій Агрікола в 12 розділі книги «De Re Metallica» (1556 р.) :
| З морської води сіль видобувають у такий спосіб. У місцях морського узбережжя, де море утворює лагуни і де є великі і плоскі прибережні рівнини, що не заповнюються, проте, морськими припливами, прокладають від 2 до 6 відвідних канав шириною 6 футів і глибиною 12 футів, а довжиною 600 футів або навіть ще довше якщо прибережна рівнина тягнеться на більшу відстань. Ці відвідні канави викопують на відстані 200 футів одну від іншої і між ними проводять три поперечні канави. Головну відвідну канаву прокладають таким чином, що вона несе води з лагуни в інші відвідні канави, якими вода прямує в басейни, що знаходяться між цими канавами. Вони являють собою поглиблені майданчики, навколо яких влаштовують насипи заввишки 1 фут, призначені для того, щоб утримувати воду в басейні. Відвідні канави мають виходи, якими ті чи інші басейни можуть отримувати воду першими. Басейни також мають виходи, через які вода може проникати з одних басейнів до інших. Там, де місцевість рівна, вода надходить з одних басейнів до інших і поступово наповнює їх. Коли все передбачено, відкривають шлюз у греблі лагуни, наповненої морською водою, що змішалася з дощовою та джерельною. Таким чином наповнюються водою всі відвідні канави. Тоді відкривають спочатку вихід з канав в якийсь один басейн, і вода, що надходить до нього, наповнює й інші басейни. Сіль, яка все більше згущується, осаджується в цих басейнах шаром, що оберігає від землистих домішок. Тоді знову наповнюють якийсь один відстійник такою ж водою з найближчої канави і залишають її в ньому доти, доки вона дещо не згущується, випаровуючись під дією сонячного тепла. Після цього випускають воду з цього відстійника до наступного. У ньому ця вода також відстоюється деякий час, після чого випускають її у третій відстійник, де вода вже повністю згущується в сіль. Після вилучення солі басейни знову наповнюють морською водою. Сіль згрібають дерев'яними граблями та викидають лопатами. |
В Україні до сьогодні зберігся аналогічний промисел видобутку солі з морської води на Кінбурнському півострові та в Криму (Сиваш).